# Elecciones para la Asamblea Constituyente de Honduras de 1980
Las elecciones para la Asamblea Constituyente se llevaron a cabo en Honduras el 20 de abril de 1980, como un intento definitivo de asegurar el regreso a la democracia en el país, que llevaba ocho años siendo gobernada por militares impuestos en golpes de Estado.
Aunque grupos izquierdistas promovieron el abstencionismo, la elección contó con una gran participación del 81 %. La Asamblea Constituyente resultante eligió en julio como presidente provisional al entonces mandatario de facto Policarpo Paz García. Posteriormente redactó la actual constitución del país, que junto a las elecciones generales de 1981 marcaron el comienzo de la llamada Era Democrática del país.

## Antecedentes
En diciembre de 1977 se emitió la Ley Electoral y de las Organizaciones Políticas, la cual reguló solamente esta elección de 1980. Con la ley se creó el Tribunal Supremo de Elecciones, que sería el ente encargado de realizar las mismas.
El militar Policarpo Paz García, mandatario de facto desde 1978, comenzó a recibir visitas de representantes del Partido Nacional y el Partido Liberal, que buscaban sentar las bases para una Asamblea Nacional Constituyente. También el gobierno de los Estados Unidos, al mando de Jimmy Carter, perseguía el mismo propósito, pues comprendió que seguir apoyando a dictaduras de derecha no iba a hacer más que incentivar la aparición de grupos insurgentes de izquierda como ya había pasado en Nicaragua con la Revolución Sandinista. Por ello envió a altos funcionarios a reunirse con Paz García tanto dentro como fuera del país, e incrementó significativamente la ayuda económica y militar. Finalmente, ese año el mandatario hondureño llamó a elecciones para una Asamblea Constituyente a realizarse el 20 de abril de 1980.
Varios grupos izquierdistas y algunos disidentes del Partido Liberal llamaron a los votantes a abstenerse de participar en la elección. En ellas participó por primerz vez el recién fundado Partido Innovación y Unidad.

## Proceso
Las elecciones fueron llevadas a cabo en medio de rumores de un gran fraude, o alternativamente un golpe de Estado, planeado por del Partido Nacional. El mismo contaba con la mayoría del control en el Tribunal Nacional de Elecciones, y también había proveído, a través de entes estatales, transporte para que sus simpatizantes llegaran a las urnas. En la capital, se equipó a los buses con escobas frente a las llantas para evitar que fueran punchadas por los clavos tirados a las calles por algunos saboteadores.
Sorpresivamente, los diputados liberales obtuvieron la mayoría de votos, lo cual fue interpretado como un rechazo a los regímenes militares, tradicionalmente cercanos al Partido Nacional.

## Resultados

Partido ganador por departamento.

|                 |                                    |           |        |         |
| Partido         | Partido                            | Votos     | %      | Escaños |
|                 | Partido Liberal de Honduras (PLH)  | 495 779   | 51,68  | 35      |
|                 | Partido Nacional de Honduras (PNH) | 423 623   | 44,15  | 33      |
|                 | Partido Innovación y Unidad (PINU) | 35 052    | 3,65   | 3       |
|                 | Candidatos independientes          | 4,948     | 0,52   | 0       |
|                 |                                    |           |        |         |
| Votos válidos   | Votos válidos                      | 959 402   | 95,61  |         |
| Votos en blanco | Votos en blanco                    | 19 847    | 1,98   |         |
| Votos nulos     | Votos nulos                        | 24 221    | 2,41   |         |
| Total           | Total                              | 1 003 470 | 100,00 | 71      |
| Participación   | Participación                      | 1 233 756 | 81,33  |         |

| Departamento                       | Liberal | PINU   | Nacional | Ind   |
| ---------------------------------- | ------- | ------ | -------- | ----- |
| Departamento                       |         |        |          |       |
| Atlántida                          | 26 927  | 2,372  | 18 392   |       |
| Colón                              | 13 132  | 627    | 8,430    |       |
| Comayagua                          | 30 423  | 1,424  | 25 684   |       |
| Copán                              | 29 254  | 1,366  | 31 526   |       |
| Cortés                             | 83 646  | 7,475  | 42 571   | 4,948 |
| Choluteca                          | 26 786  | 2,565  | 32 527   |       |
| El Paraíso                         | 33 027  | 888    | 22 478   |       |
| Francisco Morazán                  | 75 232  | 8,518  | 65 842   |       |
| Gracias a Dios                     | 1,890   | 104    | 2,141    |       |
| Intibucá                           | 10 558  | 594    | 18 420   |       |
| Islas de la Bahía                  | 2,172   | 147    | 2,393    |       |
| La Paz                             | 14 400  | 586    | 12 773   |       |
| Lempira                            | 15 868  | 1,347  | 27 165   |       |
| Ocotepeque                         | 11 443  | 387    | 11 231   |       |
| Olancho                            | 29 059  | 1,748  | 25 303   |       |
| Santa Bárbara                      | 38 514  | 2,366  | 34 060   |       |
| Valle                              | 14 016  | 505    | 14 866   |       |
| Yoro                               | 39 432  | 2,033  | 27 821   |       |
| Total                              | 495 779 | 35 052 | 423 623  | 4,948 |
| Fuente: Consejo Nacional Electoral |         |        |          |       |

## Secuelas
La Asamblea se instaló el 20 de julio de 1980 y cinco días después eligió con una amplia mayoría a Policarpo Paz García como presidente provisional, hasta la celebración de nuevas elecciones el año siguiente. Finalmente, el 20 de enero de 1982 promulgó una nueva constitución. 